# Joachim Kirst
Pour les articles homonymes, voir Kirst.
Joachim Kirst (né le 21 mai 1947 à Neustadt an der Orla) est un athlète allemand spécialiste du décathlon.

## Carrière
Concourant sous les couleurs de la République démocratique allemande dans les années 1960 et 1970, Joachim Kirst se classe cinquième des Jeux olympiques de 1968, à Mexico, réalisant un total de 7 861 points. Il remporte son premier succès international majeur dès l'année suivante en décrochant la médaille d'or des Championnats d'Europe d'Athènes devant son compatriote Herbert Wessel. Il établit à cette occasion un nouveau record de la compétition avec 8 041 points.
Joachim Kirst conserve sa couronne continentale à l'occasion des Championnats d'Europe de 1971. Il devance le Suédois Lennart Hedmark et l'Allemand Hans-Joachim Walde, et réalise le meilleur concours de sa carrière avec 8 196 points. Il devient le deuxième décathlonien après Vasily Kuznetsov à s'imposer à deux reprises lors des Championnats d'Europe. Il participe aux Jeux olympiques de 1972 mais abandonne la compétition après la sixième épreuve.
Licencié toute sa carrière au ASK Vorwärts de Potsdam, il est le mari de la sauteuse en hauteur Rita Schmidt-Kirst et le beau-frère de Jutta Kirst.

### Palmarès
| Date | Compétition           | Lieu     | Résultat | Points |
| ---- | --------------------- | -------- | -------- | ------ |
| 1968 | Jeux olympiques       | Mexico   | 5e       | 7 861  |
| 1969 | Championnats d'Europe | Athènes  | 1er      | 8 041  |
| 1971 | Championnats d'Europe | Helsinki | 1er      | 8 196  |

### Records
| Épreuve   | Performance  | Lieu     | Date |
| --------- | ------------ | -------- | ---- |
| Décathlon | 8 196 points | Helsinki | 1971 |